# Ettore Lorenzo Frapiccini
Ettore Lorenzo Frapiccini (Buenos Aires, 17 novembre 1957) è un medaglista italiano.

## Biografia
Figlio di un pittore, nato in Argentina, all'età di sette anni arriva in Italia con la famiglia e si trasferisce a Recanati nelle Marche dove vive fino al 1971.
Nel 1971 si trasferisce a Macerata e frequenta l'Istituto Statale d'Arte "Nicola Cantalamessa Papotti". Nel 1976 si strasferisce a Roma e dopo aver frequentato l'università frequenta la Scuola dell'Arte della Medaglia - Giuseppe Romagnoli dell'Istituto Poligrafico e Zecca dello Stato. Dal 1984 è incisore presso l'Istituto Poligrafico e Zecca dello Stato.
Nel 1988 ha disegnato il trittico in argento delle monete da 100, 200 e 500 lire celebrative dei "Novecento Anni dell'Università di Bologna".
Nel 1997 ha disegnato le 200 lire commemorative del centenario della Lega Navale Italiana.
Nel 1999 ha disegnato le 200 lire commemorative del trentennale dei Carabinieri-Tutela del Patrimonio Artistico.
Nel 2002 ha disegnato insieme a František Chochola la faccia nazionale delle monete euro sammarinesi ed ha anche disegnato la moneta da 5 centesimi di euro italiana.

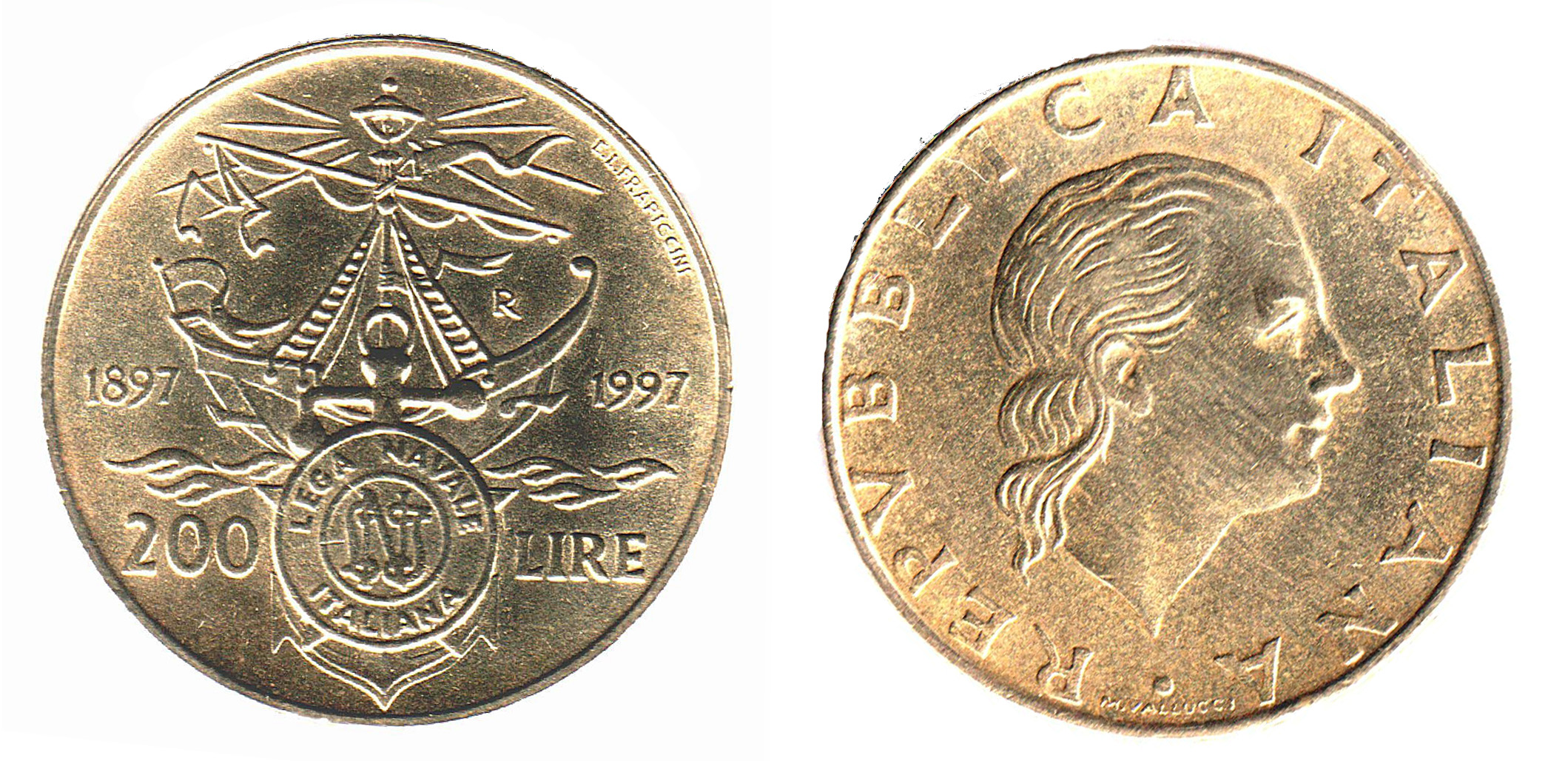
Le 200 lire commemorative della Lega Navale Italiana (1897-1997) disegnate da Ettore Lorenzo Frapiccini.

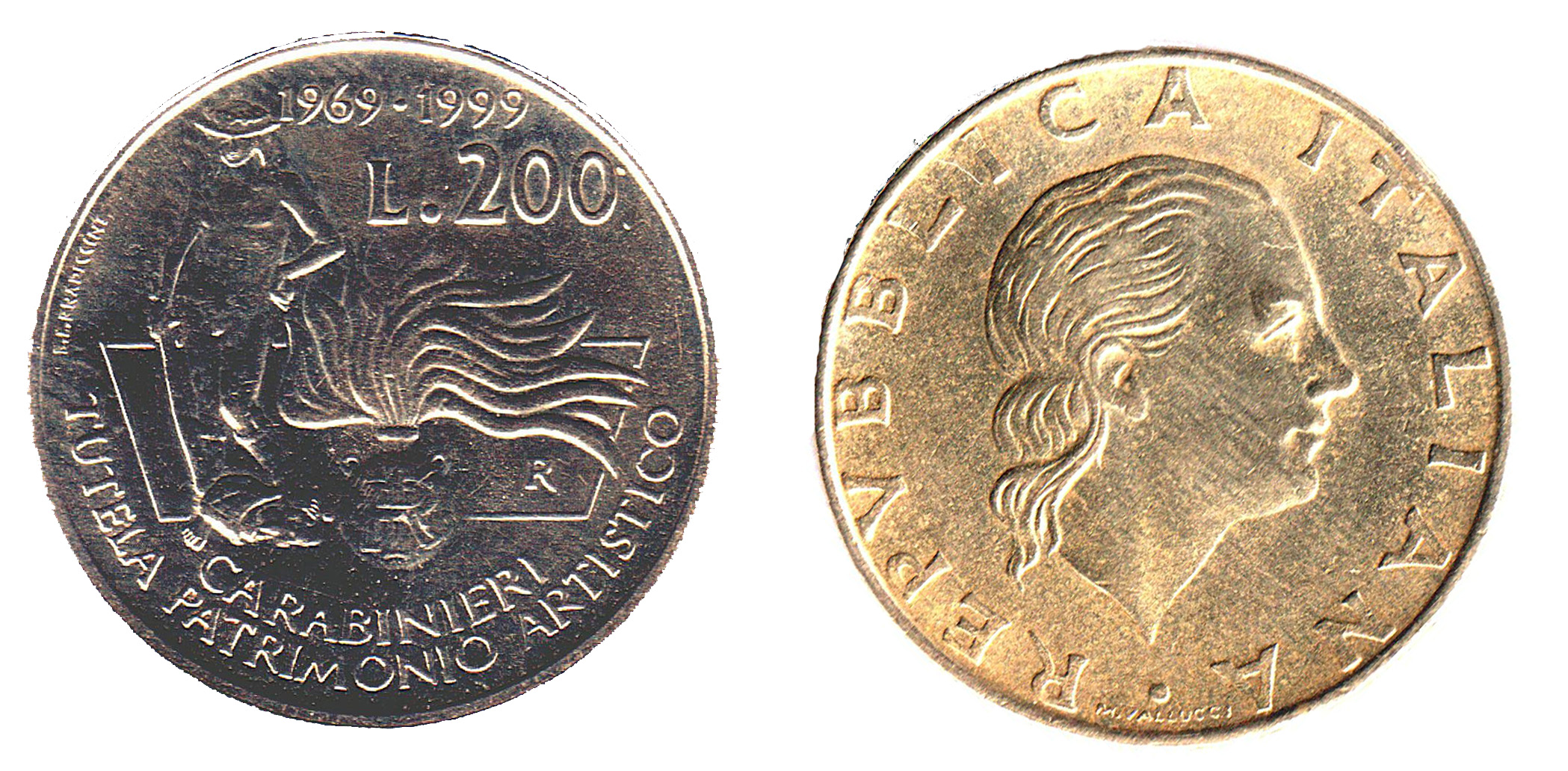
200 lire Carabinieri-Tutela del Patrimonio Artistico (1969-1999) disegnate da Ettore Lorenzo Frapiccini.